# Liste der Baudenkmäler in Feldthurns
Die Liste der Baudenkmäler in Feldthurns (italienisch Velturno) enthält die 33 als Baudenkmäler ausgewiesenen Objekte auf dem Gebiet der Gemeinde Feldthurns in Südtirol.
Basis ist das im Internet einsehbare offizielle Verzeichnis der Baudenkmäler in Südtirol. Dabei kann es sich beispielsweise um Sakralbauten, Wohnhäuser, Bauernhöfe und Adelsansitze handeln. Die Reihenfolge in dieser Liste orientiert sich an der Bezeichnung, alternativ ist sie auch nach der Adresse oder dem Datum der Unterschutzstellung sortierbar.

## Liste
| Foto |                 | Bezeichnung                                                               | Standort                                 | Eintragung                   | Beschreibung | Metadaten                                                                 |
| ---- | --------------- | ------------------------------------------------------------------------- | ---------------------------------------- | ---------------------------- | --- | ------------------------------------------------------------------------- |
| ja   | Datei hochladen | Bachmann in Schrambach ID: 14786                                          | 46° 40′ 5″ N, 11° 36′ 37″ O              | 6. Juli 1981 (BLR-LAB 3679)  | Ländliches Wohnhaus/Bauernhof | KG: Feldthurns Bauparzelle: 75/2                                          |
| ja   | Datei hochladen | Balgler in Unterum ID: 14781                                              | 46° 39′ 15″ N, 11° 35′ 25″ O             | 6. Juli 1981 (BLR-LAB 3679)  | Ländliches Wohnhaus/Bauernhof | KG: Feldthurns Bauparzelle: 46                                            |
| ja   | Datei hochladen | Brugger in Unterum ID: 14782                                              | 46° 39′ 27″ N, 11° 35′ 42″ O             | 6. Juli 1981 (BLR-LAB 3679)  | Ländliches Wohnhaus/Bauernhof | KG: Feldthurns Bauparzelle: 51                                            |
| ja   | Datei hochladen | Frühmesser ID: 14792                                                      | 46° 40′ 7″ N, 11° 35′ 54″ O              | 6. Juli 1981 (BLR-LAB 3679)  | Ländliches Wohnhaus/Bauernhof | KG: Feldthurns Bauparzelle: 100                                           |
| ja   | Datei hochladen | Fürholzer mit Bildstock in Unterum ID: 14785                              | 46° 39′ 42″ N, 11° 36′ 27″ O             | 6. Juli 1981 (BLR-LAB 3679)  | Ländliches Wohnhaus/Bauernhof | KG: Feldthurns Bauparzelle: 67/1, 67/2, 68                                |
| ja   | Datei hochladen | Haus Nr. 5 ID: 14796                                                      | 46° 40′ 9″ N, 11° 36′ 3″ O               | 7. Juni 1951 (MD)            | Ländliches Wohnhaus/Bauernhof | KG: Feldthurns Bauparzelle: 114                                           |
| ja   | Datei hochladen | Kier in Garn ID: 14778                                                    | 46° 39′ 56″ N, 11° 34′ 35″ O             | 6. Juli 1981 (BLR-LAB 3679)  | Ländliches Wohnhaus/Bauernhof | KG: Feldthurns Bauparzelle: 15                                            |
| ja   | Datei hochladen | Kornkasten beim Zöl in Unterum ID: 18052                                  | 46° 39′ 32″ N, 11° 35′ 58″ O             | 27. Mai 1991 (BLR-LAB 2809)  | Kornkasten | KG: Feldthurns Bauparzelle: 58                                            |
| ja   | Datei hochladen | Mair in Guln ID: 50549                                                    | 46° 39′ 56″ N, 11° 35′ 26″ O             | 18. Apr. 2011 (BLR-LAB 615)  | Ländliches Wohnhaus/Bauernhof | KG: Feldthurns Bauparzelle: 26                                            |
| ja   | Datei hochladen | Mullngütl ID: 14800                                                       | 46° 40′ 13″ N, 11° 35′ 54″ O             | 6. Juli 1981 (BLR-LAB 3679)  | Ländliches Wohnhaus/Bauernhof | KG: Feldthurns Bauparzelle: 128                                           |
| ja   | Datei hochladen | Nagele ID: 14794                                                          | 46° 40′ 9″ N, 11° 35′ 56″ O              | 6. Juli 1981 (BLR-LAB 3679)  | Ländliches Wohnhaus/Bauernhof | KG: Feldthurns Bauparzelle: 102                                           |
| ja   | Datei hochladen | Pfarrkirche Mariä Himmelfahrt mit Friedhofskapelle und Friedhof ID: 14795 | 46° 40′ 4″ N, 11° 36′ 5″ O               | 6. Juli 1981 (BLR-LAB 3697)  | Kirche | KG: Feldthurns Bauparzelle: 113, 378 Grundparzelle: 822                   |
| ja   | Datei hochladen | Pfarrwidum ID: 14799                                                      | 46° 40′ 7″ N, 11° 35′ 52″ O              | 6. Juli 1981 (BLR-LAB 3679)  | Widum | KG: Feldthurns Bauparzelle: 125                                           |
| ja   | Datei hochladen | Platzer in Schrambach ID: 14787                                           | 46° 40′ 7″ N, 11° 36′ 38″ O              | 6. Juli 1981 (BLR-LAB 3679)  | Ländliches Wohnhaus/Bauernhof | KG: Feldthurns Bauparzelle: 76                                            |
| ja   | Datei hochladen | Ploner in Obergarn ID: 50564                                              | 46° 40′ 1″ N, 11° 34′ 16″ O              | 21. Jan. 2013 (BLR-LAB 84)   | Ländliches Wohnhaus/Bauernhof | KG: Feldthurns Bauparzelle: 217                                           |
| ja   | Datei hochladen | Puntleider ID: 14803                                                      | 46° 40′ 43″ N, 11° 37′ 16″ O             | 6. Juli 1981 (BLR-LAB 3679)  | Ländliches Wohnhaus/Bauernhof | KG: Feldthurns Bauparzelle: 185                                           |
| ja   | Datei hochladen | Raffenberg (Teutenhofer) ID: 14797                                        | 46° 40′ 9″ N, 11° 36′ 2″ O               | 6. Juli 1981 (BLR-LAB 3679)  | Ansitz | KG: Feldthurns Bauparzelle: 116                                           |
| ja   | Datei hochladen | Rainer in Unterum ID: 14783                                               | 46° 39′ 37″ N, 11° 35′ 55″ O             | 6. Juli 1981 (BLR-LAB 3679)  | Ländliches Wohnhaus | KG: Feldthurns Bauparzelle: 53                                            |
| ja   | Datei hochladen | Schloss Velthurns ID: 14798                                               | Dorfstraße 3 46° 40′ 12″ N, 11° 36′ 1″ O | 6. Juli 1981 (BLR-LAB 3679)  | Burg/Schloss | KG: Feldthurns Bauparzelle: 118/1, 118/2, 119 Grundparzelle: 852/1, 852/2 |
| ja   | Datei hochladen | Schrott mit Mühle in Schrambach ID: 14788                                 | 46° 40′ 9″ N, 11° 36′ 40″ O              | 6. Juli 1981 (BLR-LAB 3679)  | Ländliches Wohnhaus/Bauernhof; die Mühle befindet sich auf 46° 40′ 11,3″ N, 11° 36′ 39″ O. | KG: Feldthurns Bauparzelle: 83, 86                                        |
| ja   | Datei hochladen | Sebastianskapelle beim Unteregarter in Unterum ID: 14780                  | 46° 39′ 17″ N, 11° 35′ 20″ O             | 6. Juli 1981 (BLR-LAB 3679)  | Kapelle | KG: Feldthurns Bauparzelle: 45                                            |
| ja   | Datei hochladen | St. Andreas mit Friedhof in Garn ID: 14777                                | 46° 39′ 51″ N, 11° 34′ 31″ O             | 6. Juli 1981 (BLR-LAB 3679)  | Kirche | KG: Feldthurns Bauparzelle: 1 Grundparzelle: 50                           |
| ja   | Datei hochladen | St. Anton von Padua ID: 14791                                             | 46° 40′ 2″ N, 11° 35′ 44″ O              | 6. Juli 1981 (BLR-LAB 3697)  | Kirche | KG: Feldthurns Bauparzelle: 97                                            |
| ja   | Datei hochladen | St. Florian in der Klamm ID: 14784                                        | 46° 39′ 31″ N, 11° 36′ 21″ O             | 6. Juli 1981 (BLR-LAB 3679)  | Kirche | KG: Feldthurns Bauparzelle: 64                                            |
| ja   | Datei hochladen | St. Georg in Schnauders ID: 14801                                         | 46° 40′ 36″ N, 11° 35′ 58″ O             | 6. Juli 1981 (BLR-LAB 3679)  | Kirche | KG: Feldthurns Bauparzelle: 139                                           |
| ja   | Datei hochladen | St. Laurentius ID: 14793                                                  | 46° 40′ 7″ N, 11° 35′ 55″ O              | 6. Juli 1981 (BLR-LAB 3679)  | Kirche | KG: Feldthurns Bauparzelle: 101                                           |
| ja   | Datei hochladen | St. Peter in Schrambach mit Friedhof ID: 14789                            | 46° 40′ 4″ N, 11° 36′ 30″ O              | 6. Juli 1981 (BLR-LAB 3679)  | Kirche | KG: Feldthurns Bauparzelle: 93 Grundparzelle: 701                         |
| ja   | Datei hochladen | Sullmann in Schrambach ID: 14790                                          | 46° 40′ 4″ N, 11° 36′ 29″ O              | 6. Juli 1981 (BLR-LAB 3679)  | Ländliches Wohnhaus/Bauernhof | KG: Feldthurns Bauparzelle: 94                                            |
| ja   | Datei hochladen | Troger in Gulln ID: 14779                                                 | 46° 39′ 57″ N, 11° 35′ 15″ O             | 29. Dez. 1978 (BLR-LAB 9425) | Ländliches Wohnhaus/Bauernhof | KG: Feldthurns Bauparzelle: 23                                            |
| ja   | Datei hochladen | Wohnhaus Wöhrmann ID: 50576                                               | 46° 40′ 46″ N, 11° 36′ 43″ O             | 2. Sep. 2013 (BLR-LAB 1268)  | Dreigeschossiges bäuerliches Wohnhaus mit First in Ost-West-Richtung. An der Fassade Hl. Florian, Wandmalereien aus dem 18. Jahrhundert. Im Keller befindet sich mittelalterliches Mauerwerk aus dem 13./14. Jahrhundert. Im ersten Stock befand sich eine gewölbte Küche, die bei einem Bombenangriff 1945 zerstört wurde. | KG: Feldthurns Bauparzelle: 177                                           |
| ja   | Datei hochladen | Wöhrerkapelle ID: 14804                                                   | 46° 41′ 1″ N, 11° 37′ 3″ O               | 6. Juli 1981 (BLR-LAB 3679)  | Kapelle | KG: Feldthurns Bauparzelle: 193                                           |
| ja   | Datei hochladen | Ziernfeld ID: 14802                                                       | 46° 40′ 15″ N, 11° 35′ 57″ O             | 7. Juni 1951 (MD)            | Ländliches Wohnhaus/Bauernhof | KG: Feldthurns Bauparzelle: 151/1, 151/2, 151/3, 151/4                    |
| ja   | Datei hochladen | Zimmerer ID: 50594                                                        | 46° 40′ 12″ N, 11° 36′ 2″ O              | 22. März 2016 (BLR-LAB 324)  | im späten 16. Jahrhundert als zu Schloss Velthurns gehörender Pferdestall und Heustadel errichtet, im 19. Jahrhundert zu Wohnhaus umgebaut | KG: Feldthurns Bauparzelle: 152                                           |

Falls bei einem Baudenkmal keine Koordinaten bekannt sind, werden ersatzweise die Katasterdaten zum Zeitpunkt der Unterschutzstellung angegeben. Diese sind weder offiziell noch zwingend aktuell.
Die vom Landesdenkmalamt übernommenen Adressen können veraltet sein.
| Foto:   | Fotografie des Denkmals. Klicken des Fotos erzeugt eine vergrößerte Ansicht. Daneben finden sich zwei Symbole: |
| ID      | Identifikator beim Südtiroler Landesdenkmalamt                                                                 |
| KG      | Katastralgemeinde                                                                                              |
| MD      | Ministerialdekret                                                                                              |
| BLR-LAB | Beschluss der Landesregierung – Landesausschussbeschluss                                                       |